# Johannes Andersson i Ryssby
Johannes Andersson i riksdagen kallad Andersson i Ryssby, född 3 januari 1823 i Barkeryds församling, Jönköpings län, död där 12 maj 1897, var en svensk hemmansägare och riksdagsman. Han företrädde bondeståndet i Tveta, Vista och Mo härader vid ståndsriksdagen 1865–1866. Han var senare även ledamot av andra kammaren.